# Ricardo J. Caballero
Pour les articles homonymes, voir Caballero.
Ricardo Jorge Caballero né le 20 octobre 1959 à Punta Arenas au Chili, est  un macroéconomiste chilien. Il est titulaire d'une chaire au  Massachusetts Institute of Technology (MIT), en français  Institut de technologie du Massachusetts, c'est un institut de recherche américain et une université, spécialisé dans les domaines de la science et de la technologie. Situé à Cambridge, dans l'État du Massachusetts, à proximité immédiate de Boston, au nord-est des États-Unis. Le MIT est souvent considéré comme une des meilleures universités mondiales.

## Travail
Le travail de Caballero est concentré sur la macroéconomie, essentiellement axé sur les risques et les actifs sûrs. C’est avec une approche théorique qu’il étudie l'économie à travers les relations existantes entre les grands agrégats économiques, le revenu, l'investissement, la consommation, le taux de chômage, l'inflation. Il a également étudié le comportement agrégé des économies avec des agents hétérogènes, les effets macroéconomiques de l'investissement irréversible dans des actifs propres à l'entreprise et les théories schumpétériennes du progrès technologique par la destruction créatrice.

## Distinctions
En 2002, Caballero a reçu la Société d' économétrie la Médaille Frisch avec Eduardo Engel pour leur  approche relative à  une explication d' investissement dynamique aux États - Unis dans la fabrication.
Il a reçu le prix Smith Breeden de l'American Finance Association (en) ( AFA ), une organisation académique dont l'objectif est l'étude et la promotion des connaissances en économie financière, pour ses études relatives à la fuite vers la qualité (les termes anglais Flight to quality et Flight to security sont souvent employés) qui est le phénomène d’importants mouvements de capitaux  qui, lors d’un krach boursier, se déplacent de valeurs mobilières vers des placements plus sûrs (qui sont aussi généralement plus liquides).
Il a reçu, également, le prix du Brattle Group pour ses articles remarqués «Fire Sales in a Model of Complexity», en collaboration avec Alp Simsek.
En avril 1998, Caballero a été élu Fellow de la Société d'économétrie, puis en avril 2010 à l'American Academy of Arts and Sciences.

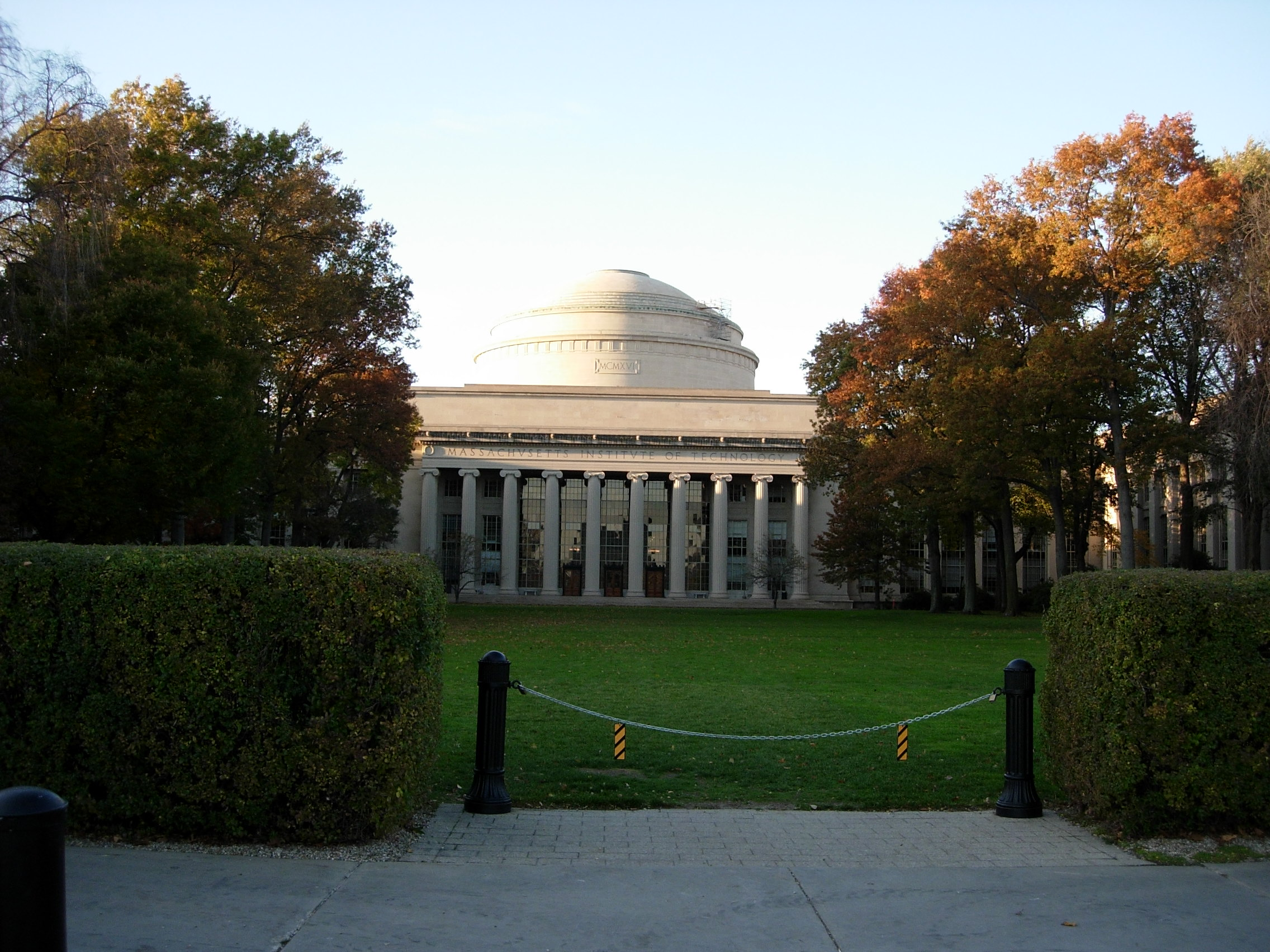
MIT.- Institut de technologie du Massachusetts

## Ouvrages
- Reach for Yield and Fickle Capital Flows (with Alp Simsek) AEA Papers and Proceedings (2018): 493-498[5]
- Fire Sales in a Model of Complexity (with Alp Simsek) The Journal of Finance 68.6 (December 2013): 2549-2587[6]
- Collective Risk Management in a Flight to Quality Episode (with Arvind Krisnamurthy) Journal of Finance 63.5 (October 2008): 2195-2230[7]
- Explaining Investment Dynamics in U.S. Manufacturing: A Generalized(S,s) Approach (with Eduardo M. R. A. Engel) July 1999, Econometrica 67(4), 783-826[8].
- External Vulnerability and Preventive Policies. editor (with C. Calderon and L.F. Cespedes).
- Macroeconomic Volatility in Reformed Latin America: Diagnosis and Policy Proposals. Washington, D.C.: Inter-American Development Bank. 2001.
- Specificity and the Macroeconomics of Restructuring. MIT Press, Spring 2007 .